# Moszna (województwo opolskie)
Moszna (dodatkowa nazwa w j. niem. Moschen) – wieś w Polsce, położona w województwie opolskim, w powiecie krapkowickim, w gminie Strzeleczki. Historycznie leży na Górnym Śląsku, na ziemi prudnickiej. Położona jest na terenie Kotliny Raciborskiej, będącej częścią Niziny Śląskiej. Przepływa przez nią potok Nowoprudnicki.
W latach 1945–1955 w powiecie prudnickim, od 1 stycznia 1956 w powiecie krapkowickim. W latach 1945–1954 miejscowość należała do gminy Łącznik w powiecie prudnickim. W latach 1975–1998 miejscowość należała administracyjnie do ówczesnego województwa opolskiego.
Według danych na 2021 wieś była zamieszkana przez 349 osoby.
Do wsi należy przysiółek Urszulanowice.

## Geografia

### Położenie
Wieś jest położona w południowo-zachodniej Polsce, w województwie opolskim, około 11 km od granicy z Czechami, w zachodniej części Kotliny Raciborskiej, na dawnym szlaku komunikacyjnym z Prudnika do Krapkowic około 30 km od Opola, tuż przy granicy gminy Strzeleczki z gminą Biała (powiat prudnicki). Należy do Euroregionu Pradziad. Położona jest w rozwidleniu lewych dopływów Odry.

### Środowisko naturalne
W Mosznej panuje klimat umiarkowany ciepły. Średnia temperatura roczna wynosi +8,3 °C. Duże zróżnicowanie dotyczy termicznych pór roku. Średnie roczne opady atmosferyczne w rejonie Mosznej wynoszą 612 mm. Dominują wiatry zachodnie.
| SIMC    | Nazwa         | Rodzaj     |
| ------- | ------------- | ---------- |
| 0503540 | Urszulanowice | przysiółek |

## Nazwa
Topograficzny opis Górnego Śląska z 1865 roku notuje wieś pod obecnie stosowaną, polską nazwą Moszna, a także niemiecką Moschen we fragmencie: „Moschen (polnisch Moszna)”. Nazwa wsi pochodzi od wyrazu moszna, tj. worek, torba – w znaczeniu topograficznym: wgłębienie, dolina, bądź od nazwiska mieszkającej tu w XIV wieku rodziny Moschin. W Spisie miejscowości województwa śląsko-dąbrowskiego łącznie z obszarem ziem odzyskanych Śląska Opolskiego wydanym w Katowicach w 1946 wieś wymieniona jest pod polską nazwą Mośna. 9 września 1947 nadano miejscowości, wówczas administracyjnie należącej do powiatu prudnickiego, nazwę Moszna.
W gwarach prudnickich nazwa miejscowości występuje jako Moszna (odmiana: dzie miyszkył? na Mosznie, w Mosznie; jadã na Mosznã, do Moszny; miyndzy Prudnikã, a Mosznył).

## Historia

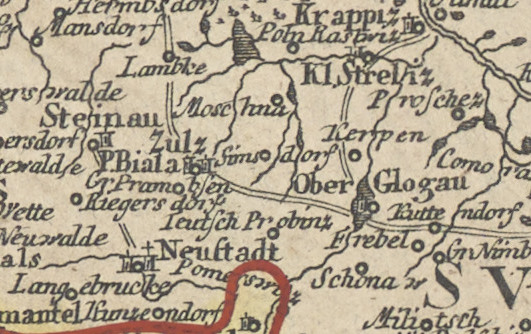
Moszna (Moschna) wśród miejscowości ziemi prudnickiej na mapie z 1747

Pierwsze ślady pobytu człowieka na terenie dzisiejszej Mosznej pochodzą z czasów prehistorycznych. Wieś po raz pierwszy wzmiankowana była w 1650. Podczas badań archeologicznych w miejscu pałacu w Mosznej odkryto ślady średniowiecznej, drewnianej budowli. Teoria, jakoby w średniowieczu Moszna należała do zakonu templariuszy, nie znajduje potwierdzenia w dokumentach archiwalnych. Według ustaleń H. Barthla, opartych na księdze henrykowskiej, w 1309 lub 1310 w okolicy późniejszej wsi zamieszkała rodzina Mosce lub Moschin.

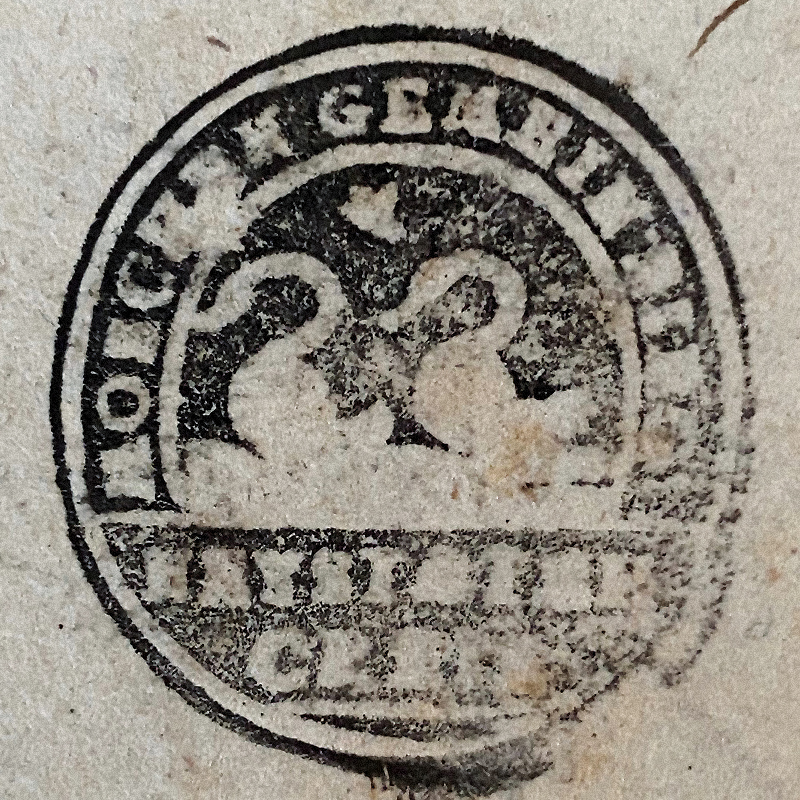
Pieczęć Mosznej (1824)

Marcin Teofil Stephetius, archidiakon opolski, w 1679 podawał, że właścicielem Mosznej był „dominus Skal in Mossna”. Na mapie księstwa opolskiego z 1736 przy nazwie Moschna postawiony został znak, który zgodnie z legendą oznacza „Villoe” (willa) albo „Pagi sine templo” (wieś bez kościoła). W 1723, po śmierci Ursuli Marii von Skall, wieś przeszła w posiadanie Georga Wilhelma von Reisewitz, nadmarszałka dworu Fryderyka Wielkiego. Do 1742 wieś należała do powiatu sądowego głogóweckiego w Monarchii Habsburgów. Po I wojnie śląskiej znalazła się w granicach Królestwa Prus i weszła w skład powiatu prudnickiego w prowincji Śląsk. W 1771 majątek zakupił Heinrich Leopold von Seherr-Thoss. Rodzina posiadała także na własność pałac i dobra w pobliskiej Dobrej. W 1853 Karl Gothard von Seherr-Thoss sprzedał Moszną Heinrichowi von Erdmansdorf, od którego w 1866 dobra zakupił przemysłowiec Hubert von Tiele-Winckler. Moszna, stanowiąca jeden z największych majątków na ziemi prudnickiej, stała się główną rezydencją rodziny Tiele-Wincklerów. Po śmierci Huberta, majątek w Mosznej odziedziczył jego najstarszy syn – Franz Hubert, starosta powiatu prudnickiego. Wieś posiadała swoją własną pieczęć, która przedstawiała w polu dwa łabędzie płynące w prawo, nad nimi ptak, a w otoku napis: MOSCHEN GEMEIN SIEG: / NEYSTAETER CREYS (pol. Gmina Moszna / Powiat Prudnicki).

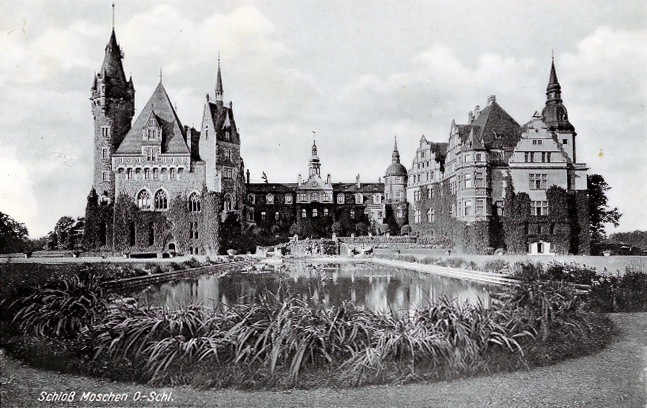
Pałac w Mosznej po odbudowie

W 1895 zawiązana została spółka Kolej Prudnicko-Gogolińska z siedzibą w Prudniku, której celem stała się budowa drugorzędnej, normalnotorowej linii lokalnej z Prudnika do Gogolina, m.in. przez Mosznę. Linia została oddana do użytku w 1896. W Mosznej wzniesiono parterowy ceglany budynek kasy biletowej z poczekalnią. W nocy z 2 na 3 czerwca 1896 z nieokreślonych przyczyn w Mosznej wybuchł pożar. Spłonął wówczas barokowy pałac, w późniejszych latach na jego miejscu zbudowany został obecny obiekt. Lasy sąsiadujące z Moszną stanowiły popularne miejsce do polowania dla mieszkańców powiatu prudnickiego.

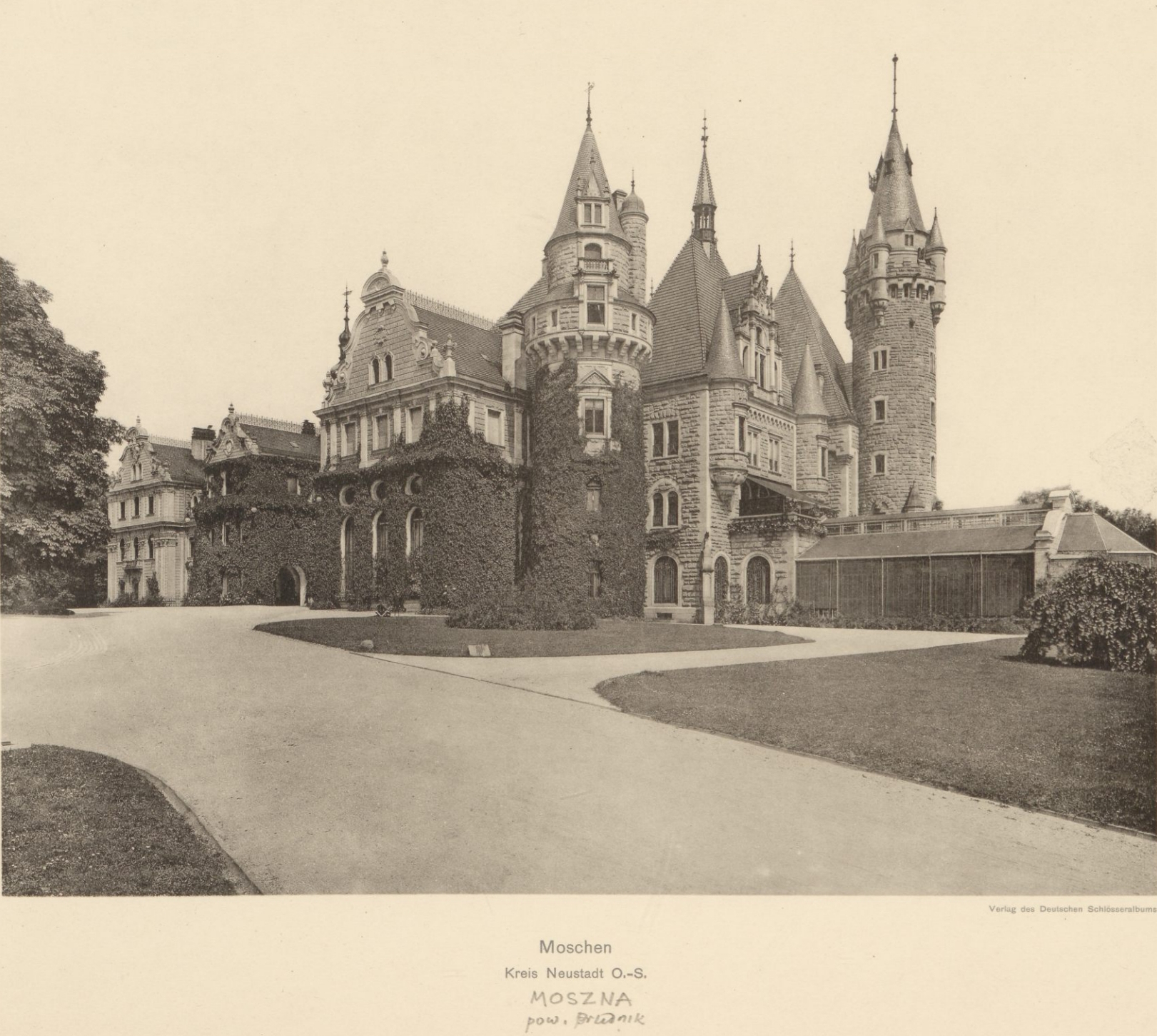
Pałac w Mosznej (1909)

Według spisu ludności z 1 grudnia 1910, na 461 mieszkańców Mosznej 134 posługiwało się językiem niemieckim, 316 językiem polskim, a 7 było dwujęzycznych. W wyborach parlamentarnych w Republice Weimarskiej w 1919 najwięcej głosów w Mosznej zdobyli socjaldemokraci.

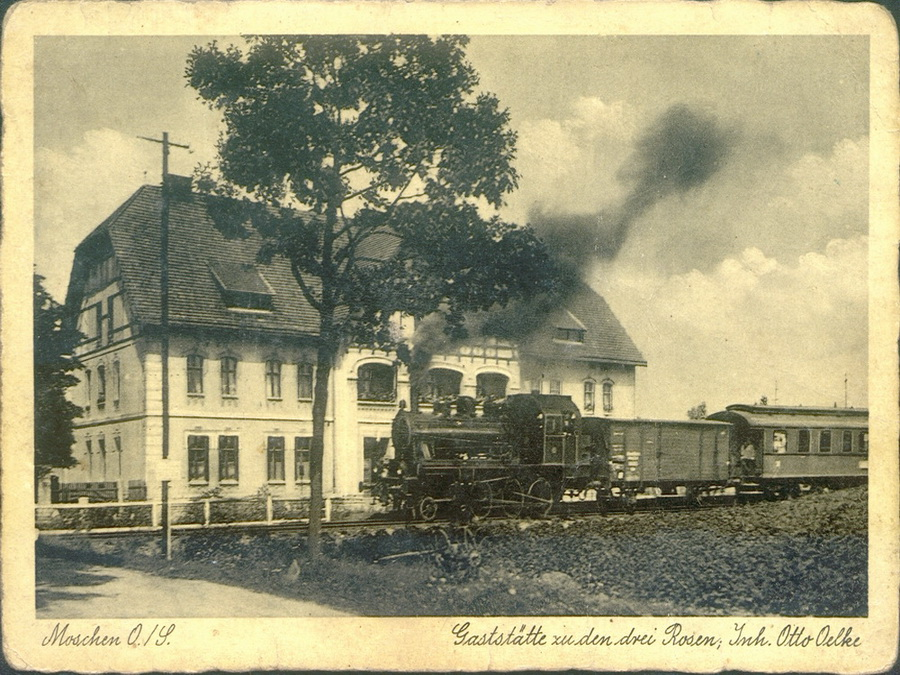
Parowóz ELNA 2 ruszający ze stacji w Mosznej w kierunku Prudnika

W 1921 w zasięgu plebiscytu na Górnym Śląsku znalazła się tylko część powiatu prudnickiego. Moszna znalazła się po stronie wschodniej, w obszarze objętym plebiscytem, w obwodzie nr 9 powiatu prudnickiego. 4 grudnia 1920 w Mosznej odbyło się zebranie wszystkich komitetów plebiscytowych powiatu prudnickiego, w którym wzięli udział m.in. Teodor Obremba, Konstanty Wolny i Franciszek Strzoda. Do głosowania uprawnionych było w Mosznej 179 osób, z czego 174, ok. 97,2%, stanowili mieszkańcy (w tym 103, ok. 57,5% całości, mieszkańcy urodzeni w miejscowości). Oddano 178 głosów (ok. 99,4% uprawnionych), w tym 178 (100%) ważnych; za Niemcami głosowały 163 osoby (ok. 91,5%), a za Polską 15 osób (ok. 8,4%).
Podczas II wojny światowej w Mosznej funkcjonowała filia lazaretu w Prudniku. W marcu 1945 wieś była jedną z miejscowości powiatu prudnickiego, które zostały przystosowane przez Niemców do obrony przed Armią Czerwoną. Została ona otoczona rowem. Zajęli ją zmierzający do Prudnika żołnierze 1 Frontu Ukraińskiego. W okresie walk o Prudnik w kwietniu i maju 1945 Rosjanie tymczasowo ewakuowali przez Moszną do Strzeleczek niemieckich i polskich mieszkańców Prudnika i okolicznych wsi. Mieszkańcy wsi pochowali w pobliżu bramy z gladiatorami prowadzącej do pałacu poległego podczas działań wojennych niemieckiego żandarma (grób ekshumowano w 2024). Od marca do maja 1945 powiat prudnicki znajdował się pod kontrolą radzieckiej komendantury wojskowej. 11 maja 1945 polska administracja przejęła władzę cywilną w powiecie prudnickim.
W latach 1945–1950 Moszna należała do województwa śląskiego, a od 1950 do województwa opolskiego. Do 1956 roku Moszna należała do powiatu prudnickiego. W związku z reformą administracyjną, w 1956 Moszna została odłączona od powiatu prudnickiego i przyłączona do nowo utworzonego krapkowickiego. W latach 1945–1954 wieś należała do gminy Łącznik, a w latach 1954–1972 do gromady Zielina.
W kwietniu 1947 w Mosznej odbył się zorganizowany przez władze szkolne w Prudniku pierwszy kurs dla niewykwalifikowanych wychowawczyń przedszkoli, będący również kursem repolonizacyjnym. W 1948 na bazie stada ze zlikwidowanej stadniny w Dłoniach koło Rawicza, w Mosznej powstała stadnina koni, która prowadzi od początku hodowlę koni pełnej krwi angielskiej, a od 1961 również koni szlachetnej półkrwi. W latach 1983–1999 w Mosznej zbudowano filialny kościół Niepokalanego Serca Maryi należący do parafii Nawiedzenia Najświętszej Maryi Panny w Łączniku i przeznaczony dla mieszkańców Mosznej, Dębiny i Ogiernicza.

### Przynależność państwowa i administracyjna
| Okres     |                                                                                | Państwo               | Zwierzchnictwo               | Jednostka administracyjna                                                |
| --------- | ------------------------------------------------------------------------------ | --------------------- | ---------------------------- | ------------------------------------------------------------------------ |
| 1650–1742 | Monarchia Habsburgów                                                           | Monarchia Habsburgów  | Święte Cesarstwo Rzymskie    | księstwo opolsko-raciborskie, powiat sądowy głogówecki                   |
| 1742–1806 |                                                                                | Królestwo Prus        | Święte Cesarstwo Rzymskie    | kamera wrocławska, departament wrocławski, powiat prudnicki              |
| 1806–1815 |                                                                                | Królestwo Prus        | Królestwo Prus               | kamera wrocławska, departament wrocławski, powiat prudnicki              |
| 1815–1871 | prowincja Śląsk, rejencja opolska, powiat prudnicki                            | Królestwo Prus        | Królestwo Prus               |                                                                          |
| 1871–1918 | Cesarstwo Niemieckie                                                           | Cesarstwo Niemieckie  | Cesarstwo Niemieckie         | Królestwo Prus, prowincja Śląsk, rejencja opolska, powiat prudnicki      |
| 1918–1919 |                                                                                | Republika Weimarska   | Republika Weimarska          | Wolne Państwo Prusy, prowincja Śląsk, rejencja opolska, powiat prudnicki |
| 1919–1933 | Wolne Państwo Prusy, prowincja Górny Śląsk, rejencja opolska, powiat prudnicki | Republika Weimarska   | Republika Weimarska          |                                                                          |
| 1933–1938 | Wolne Państwo Prusy, prowincja Górny Śląsk, rejencja opolska, powiat prudnicki | III Rzesza            | III Rzesza                   | III Rzesza                                                               |
| 1938–1941 | Wolne Państwo Prusy, prowincja Śląsk, rejencja opolska, powiat prudnicki       | III Rzesza            | III Rzesza                   | III Rzesza                                                               |
| 1941–1945 | Wolne Państwo Prusy, prowincja Górny Śląsk, rejencja opolska, powiat prudnicki | III Rzesza            | III Rzesza                   | III Rzesza                                                               |
| 1945–1946 |                                                                                | Rzeczpospolita Polska | Rzeczpospolita Polska        | Okręg I (Śląsk Opolski)                                                  |
| 1946–1950 | województwo śląskie, powiat prudnicki, gmina Łącznik                           | Rzeczpospolita Polska | Rzeczpospolita Polska        |                                                                          |
| 1950–1952 | województwo opolskie, powiat prudnicki, gmina Łącznik                          | Rzeczpospolita Polska | Rzeczpospolita Polska        |                                                                          |
| 1952–1954 | województwo opolskie, powiat prudnicki, gmina Łącznik                          |                       | Polska Rzeczpospolita Ludowa | Polska Rzeczpospolita Ludowa                                             |
| 1954–1956 | województwo opolskie, powiat prudnicki, gromada Zielina                        |                       | Polska Rzeczpospolita Ludowa | Polska Rzeczpospolita Ludowa                                             |
| 1956–1973 | województwo opolskie, powiat krapkowicki, gromada Zielina                      |                       | Polska Rzeczpospolita Ludowa | Polska Rzeczpospolita Ludowa                                             |
| 1973–1975 | województwo opolskie, powiat krapkowicki, gmina Strzeleczki                    |                       | Polska Rzeczpospolita Ludowa | Polska Rzeczpospolita Ludowa                                             |
| 1975–1989 | województwo opolskie, gmina Strzeleczki                                        |                       | Polska Rzeczpospolita Ludowa | Polska Rzeczpospolita Ludowa                                             |
| 1989–1998 | województwo opolskie, gmina Strzeleczki                                        | Polska                | Rzeczpospolita Polska        | Rzeczpospolita Polska                                                    |
| od 1999   | województwo opolskie, powiat krapkowicki, gmina Strzeleczki                    | Polska                | Rzeczpospolita Polska        | Rzeczpospolita Polska                                                    |

## Mieszkańcy

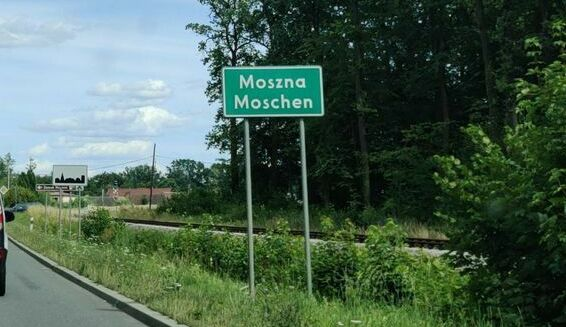
Tablica z podwójną nazwą przed wjazdem do Mosznej od strony Prudnika

Miejscowość zamieszkiwana jest przez mniejszość niemiecką oraz Ślązaków. Mieszkańcy wsi posługują się gwarą prudnicką, będącą odmianą dialektu śląskiego. Należą do podgrupy gwarowej nazywanej Podlesioki.

### Liczba mieszkańców wsi
- 1871 – 107[44]
- 1885 – 299[45]
- 1905 – 419[46]
- 1910 – 461[25]
- 1933 – 341[47]
- 1939 – 354[47]
- 1966 – 328[48]
- 1998 – 440[49]
- 2002 – 419[49]
- 2009 – 357[49]
- 2010 – 332[50]
- 2011 – 344[49]
- 2021 – 349[49]

## Zabytki

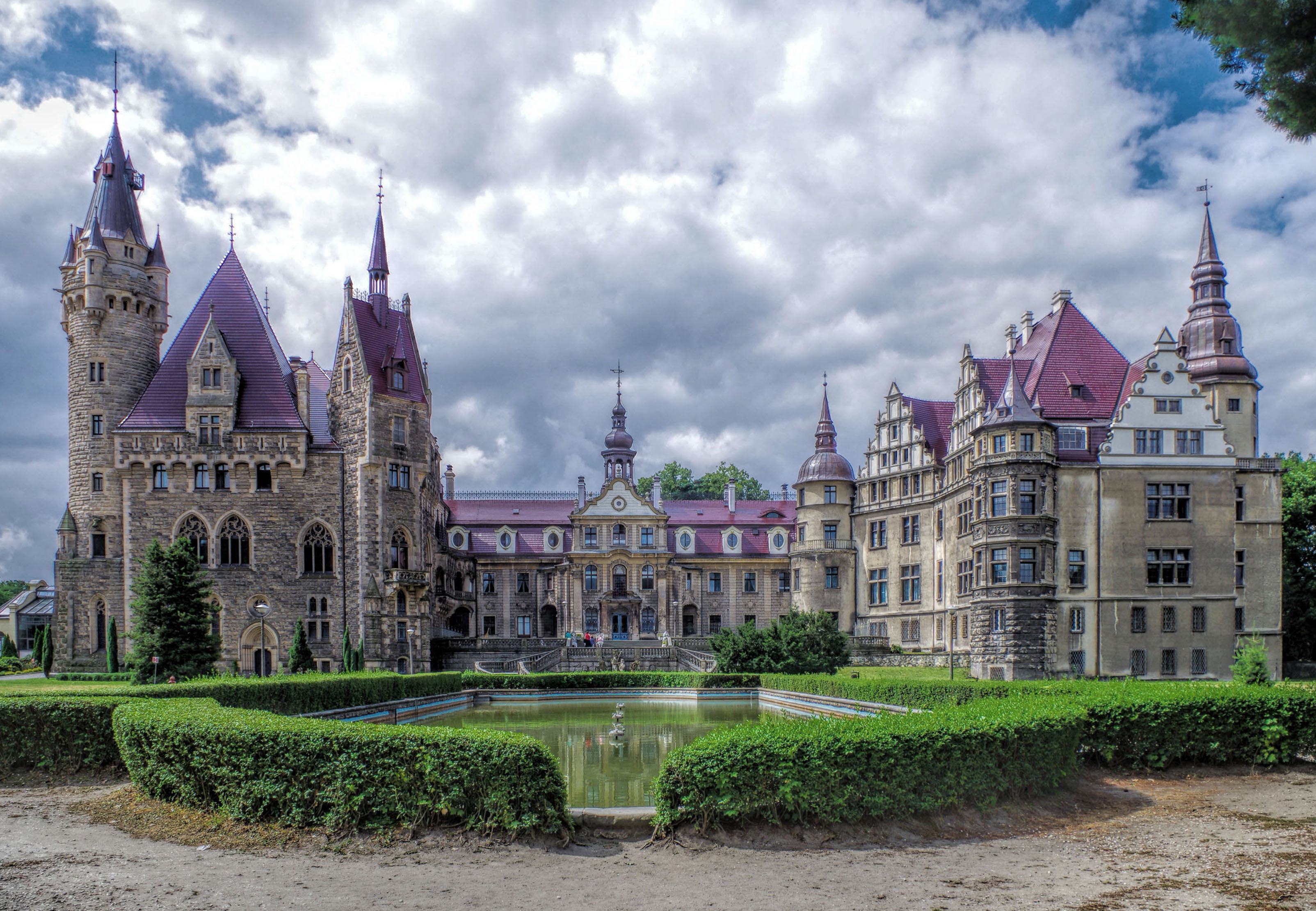
Pałac w Mosznej

Do wojewódzkiego rejestru zabytków wpisane są:
- zespół pałacowy, z XVIII-XX w.:
  - pałac
  - oficyna
  - stajnie
  - wozownie
  - park, w parku zamkowym odkryto na początku XX wieku fragmenty piwnic, które H. Barthel w 1929 identyfikował, raczej bezzasadnie, z zamkiem templariuszy, miał on łączyć się podziemiami z zamkiem w Chrzelicach. Po II wojnie światowej podczas prac budowlanych natknięto się na ślady średniowiecznej palisady
  - stacja pomp, ul. Zamkowa, z pocz. XX w.
  - dom, ul. Wiejska 22, z pocz. XX w.

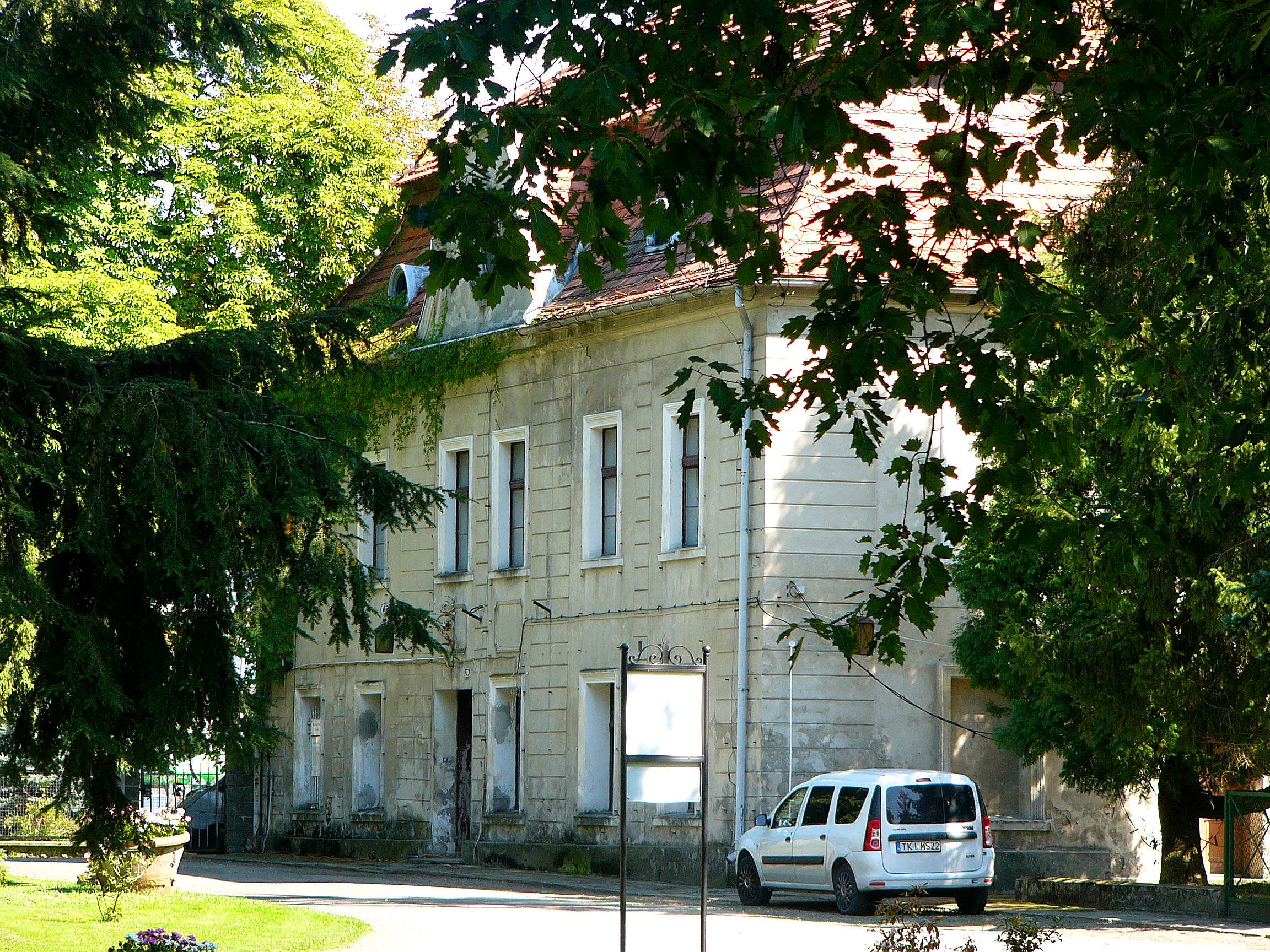
Oficyna
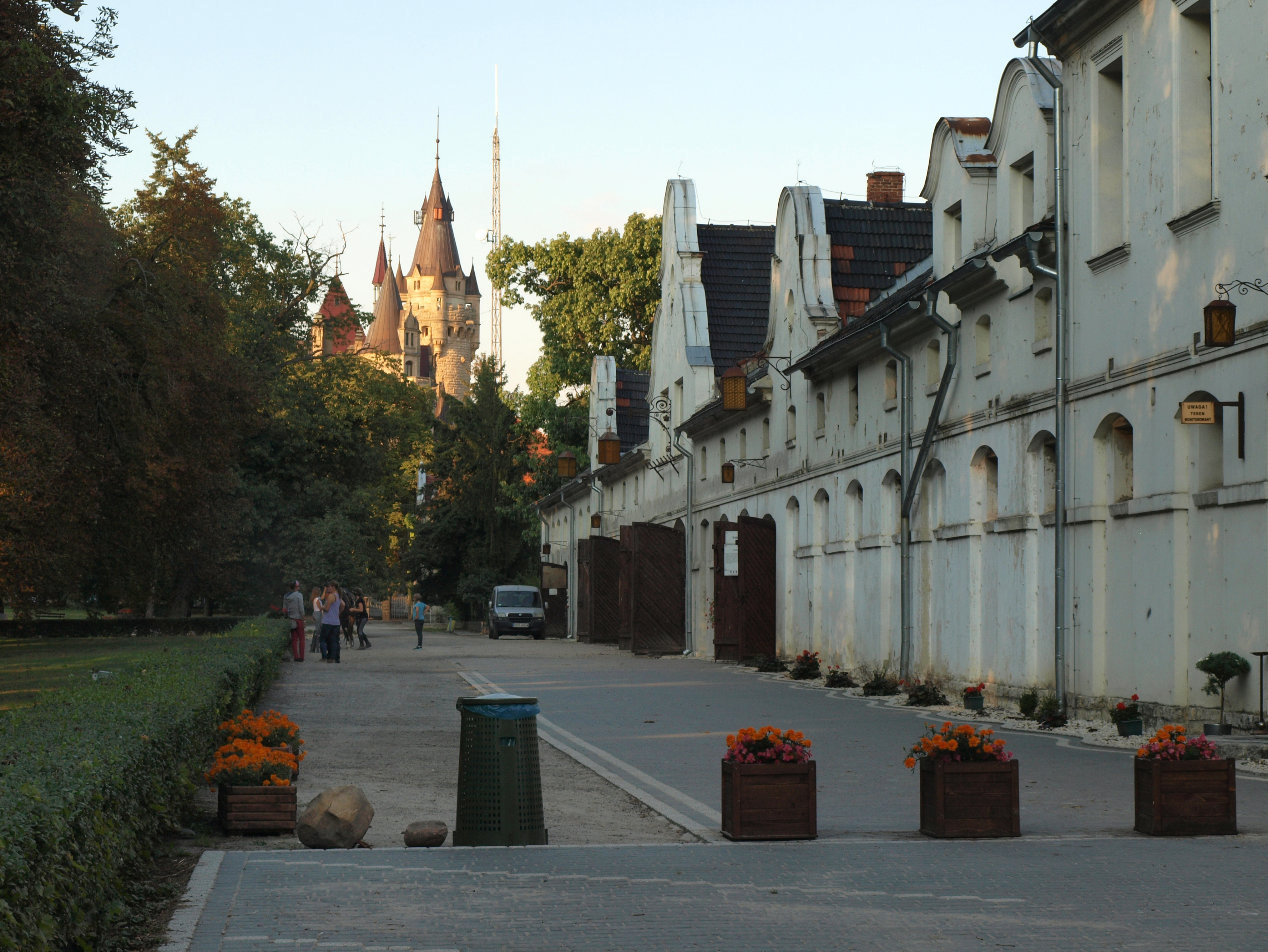
Stajnie
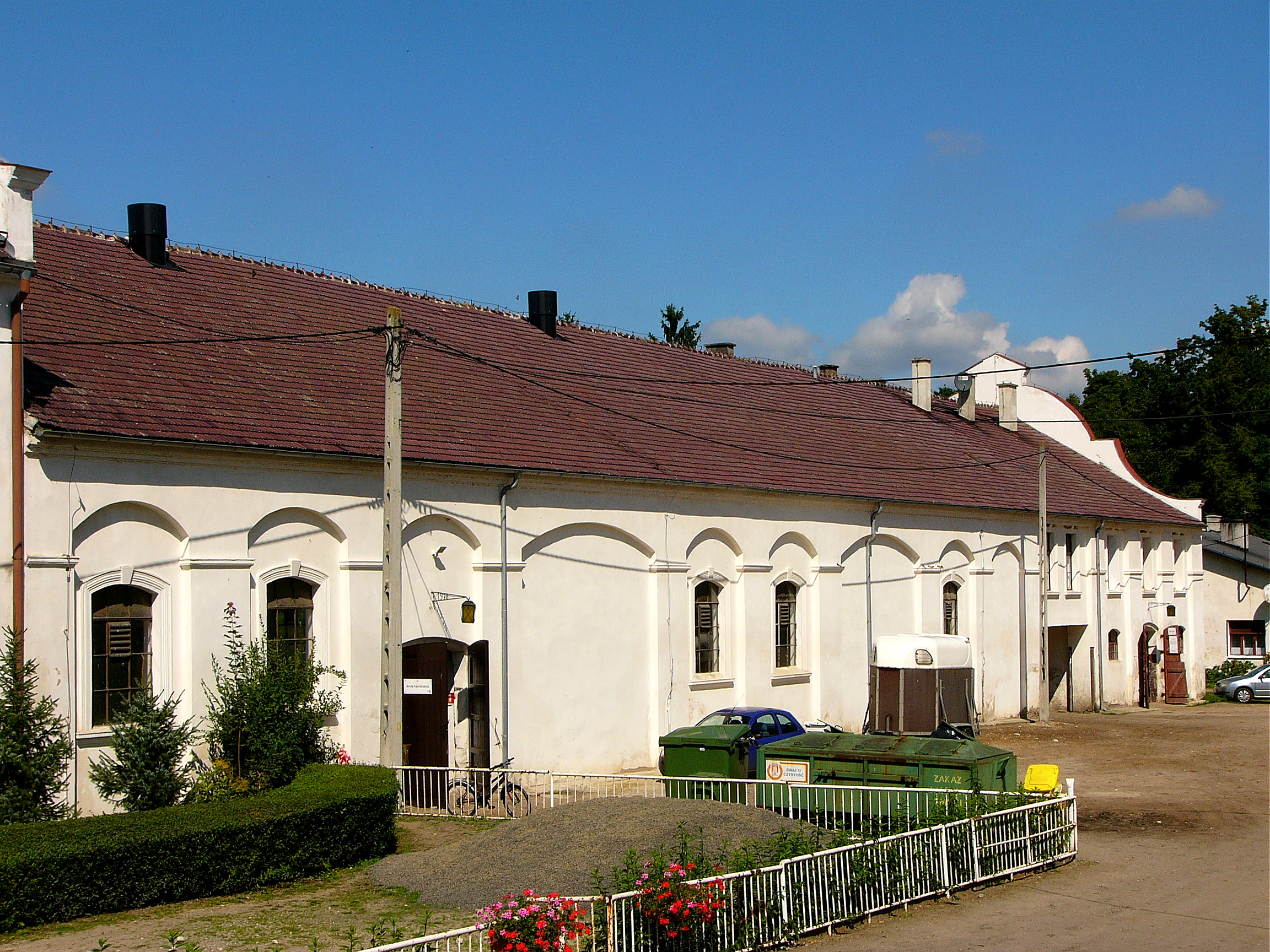
Wozownie
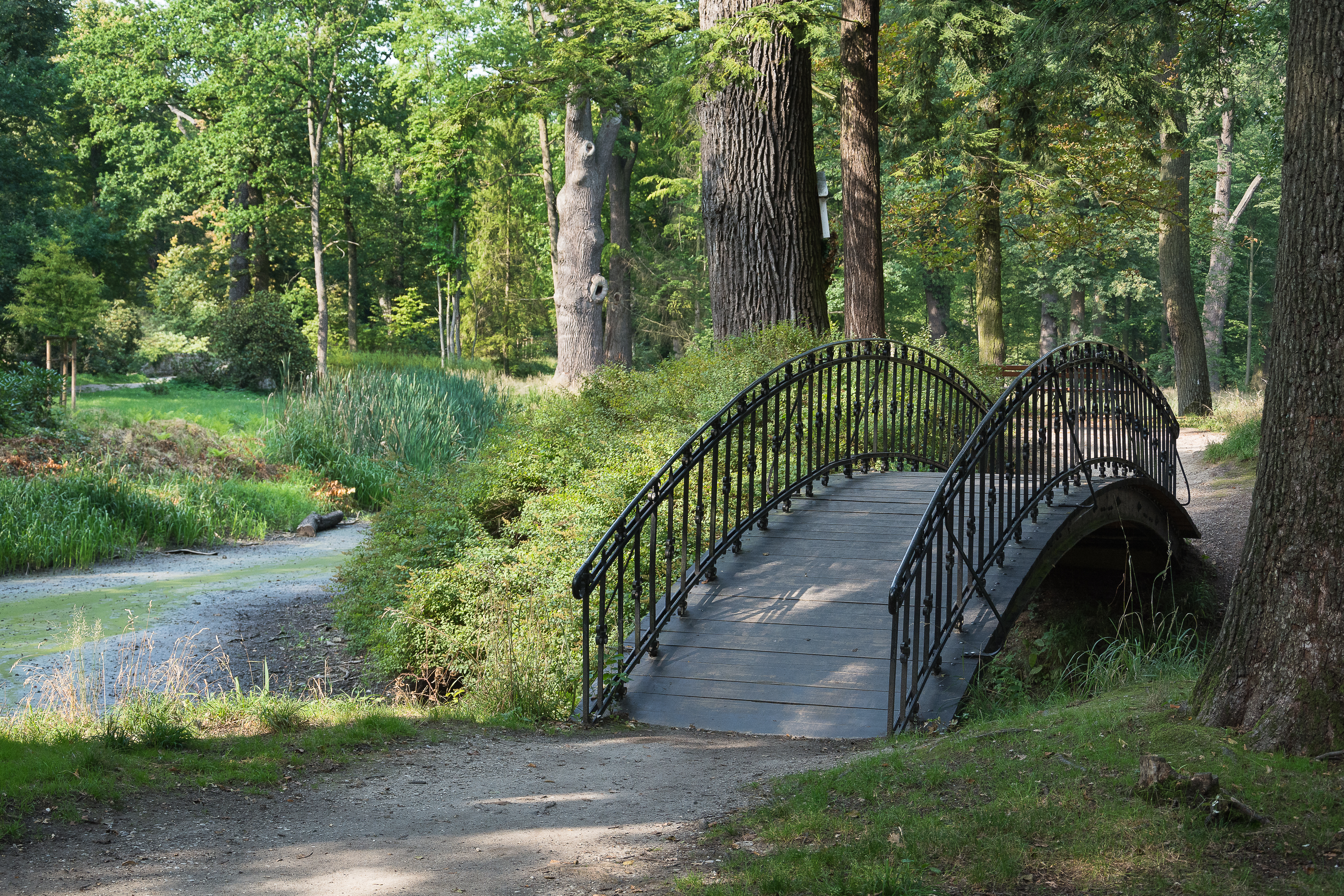
Park pałacowy
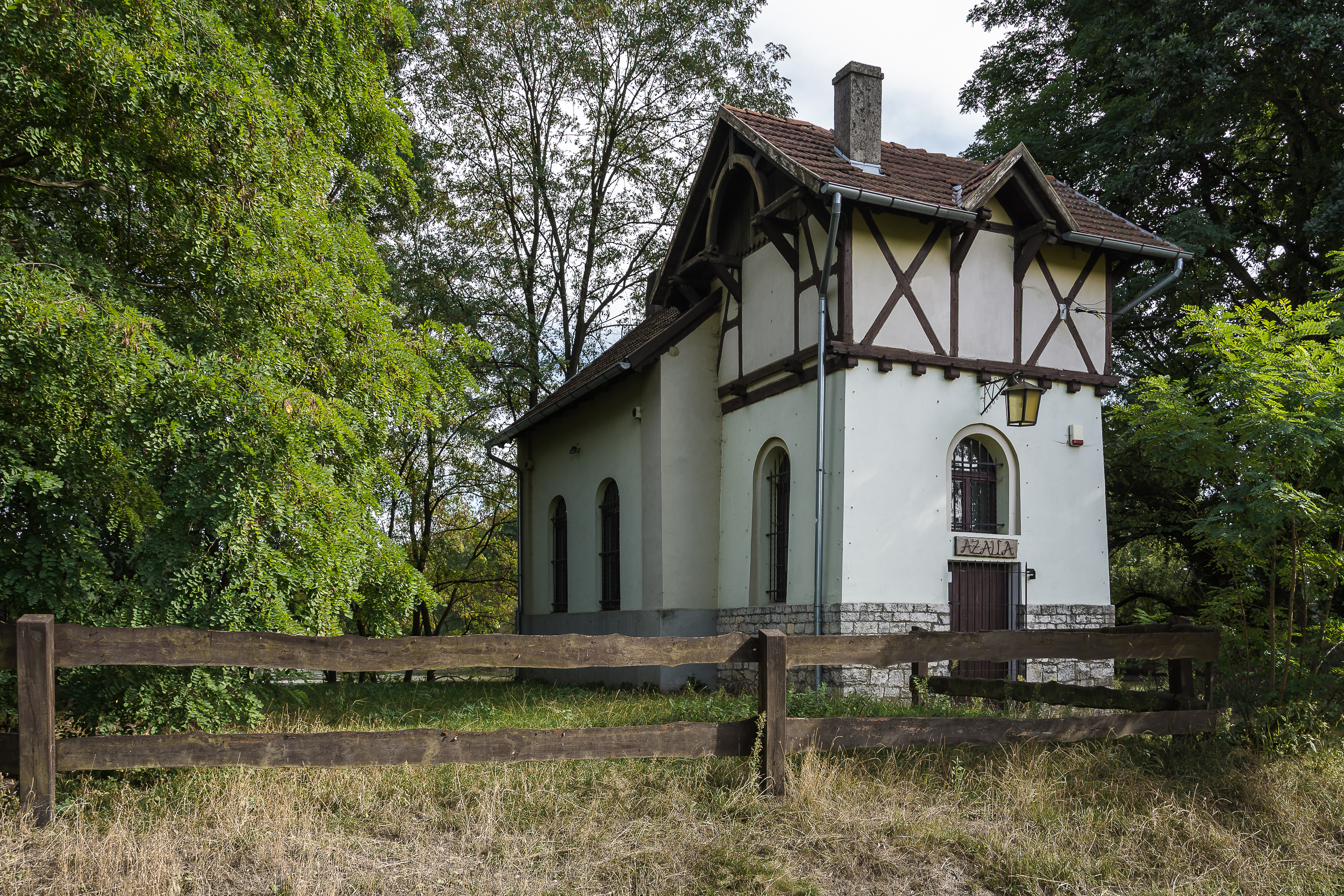
Stacja pomp
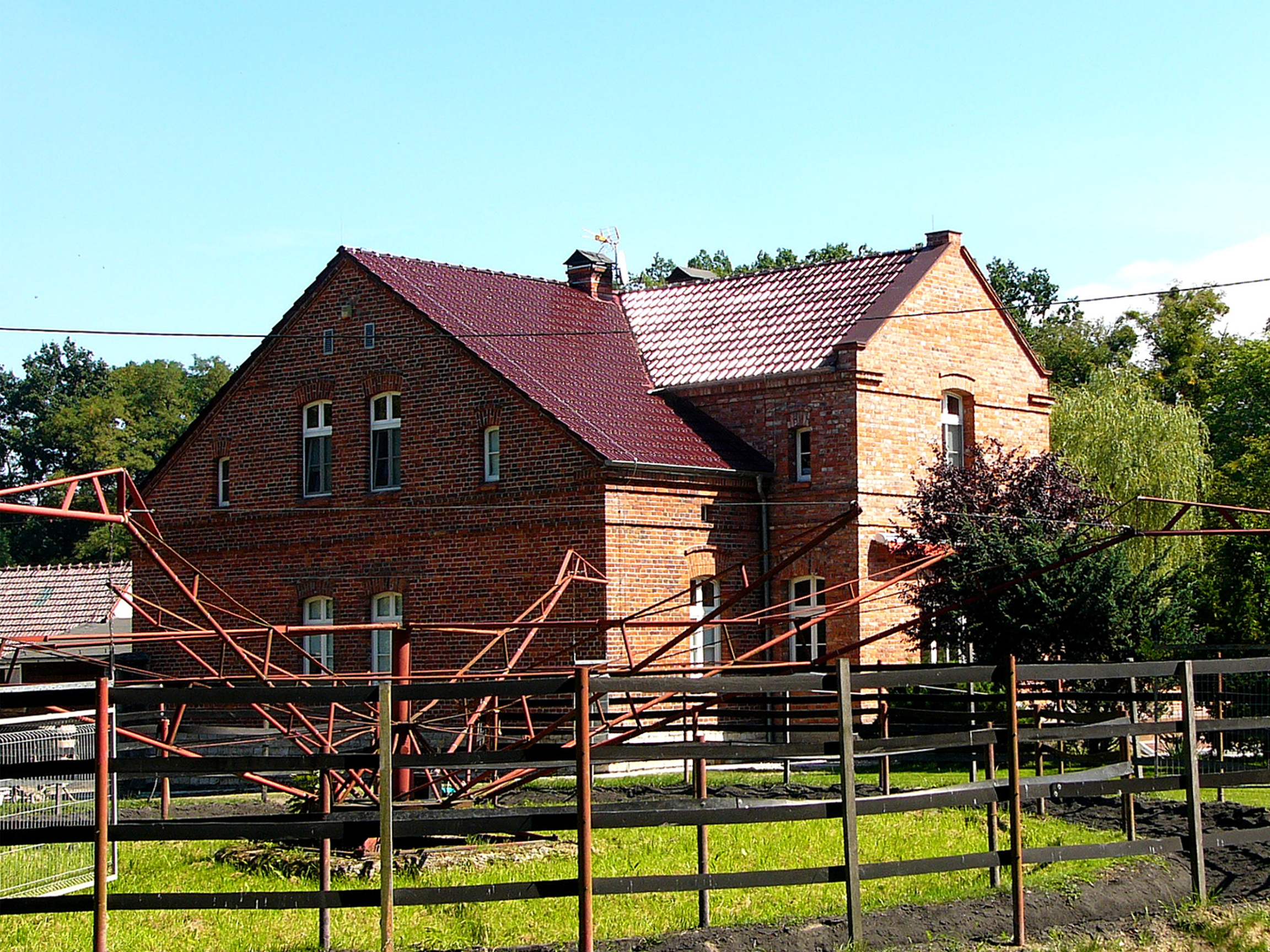
Dom, ul. Wiejska 22

Zgodnie z gminną ewidencją zabytków w Mosznej chronione są ponadto:
- zespół pałacowy:
  - aleja dębów czerwonych
  - aleja lipowa
  - aleja kasztanowców
  - brama z gladiatorami
  - brama z lwami
  - mieszkania pracownicze
  - ujeżdżalnia
  - trzy stajnie
  - stajnie (kuchnie) ob. mieszkania
  - stara siłownia, ob. mieszkania
  - pralnia, ob. mieszkania
  - stolarnia
  - siłownia, ob. hotel
  - kotłownia przy szklarni

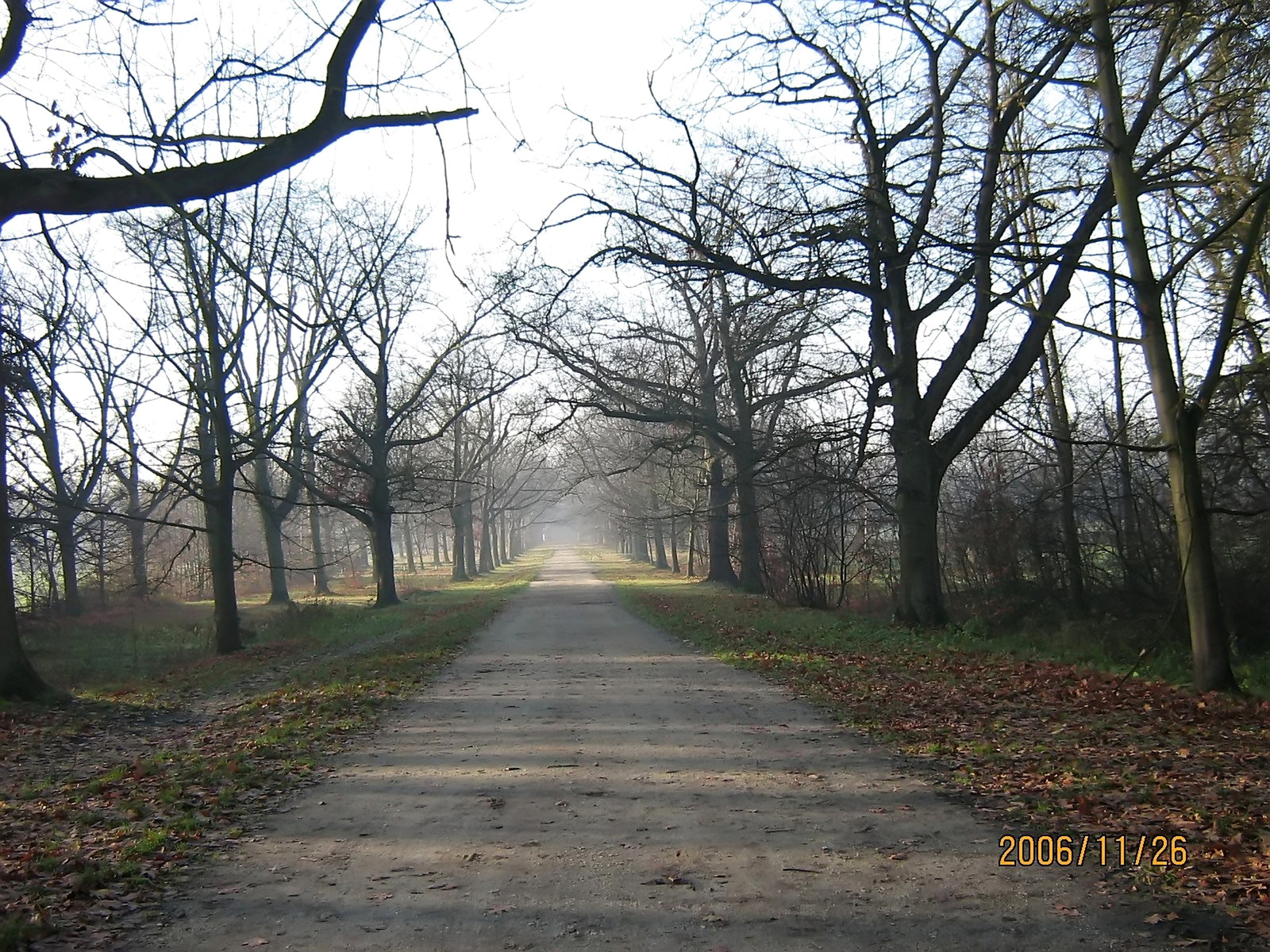
Aleja dębów czerwonych

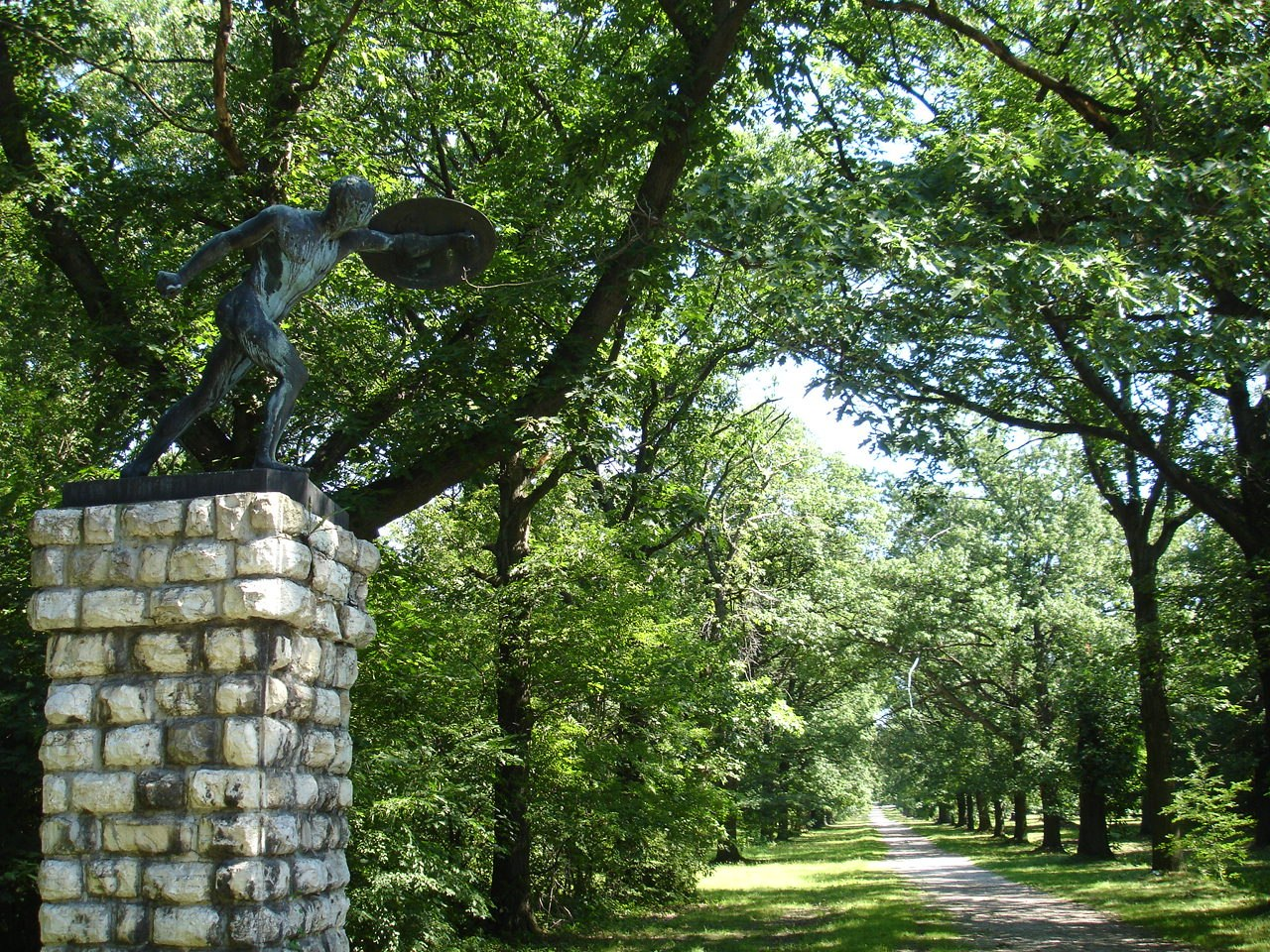
Brama z gladiatorami

- domy przy ul. Leśnej: 1, 6, 14, 18, 26
- kuźnia, ob. magazyn, ul. Leśna 5
- dom strażnika leśnego, ul. Powstańców Śląskich 51
- zespół folwarczny, ul. Prudnicka 1:
  - dom
  - mur ogrodzeniowy
  - mur z bramą
  - obory
  - stodoła
  - magazyn, dawniej elektrownia
- domy przy ul. Wiejskiej: 13, 16, 25/27
- zajazd, ob. mieszkania, ul. Prudnicka 12
- chlew przy zajeździe, ul. Zamkowa 2
- kolejowy przepust ceglany, 22,104 km w obrębie miejscowości
- leśniczówka, Urszulanowice 1
- dom, Urszulanowice 2
- chlew i kurnik w zagrodzie Urszulanowice 2
- silos na paszę, Urszulanowice
- leśniczówka, Urszulanowice 3
- chlew przy leśniczówce, Urszulanowice 3

## Gospodarka
Miejscowi rolnicy, oprócz pracy w gospodarstwach, zatrudniali się w pobliskich zakładach przemysłowych: w Zakładach Przemysłu Bawełnianego „Frotex” w Prudniku, Prudnickich Zakładach Przemysłu Dziewiarskiego i Pończoszniczego w Strzeleczkach i Łączniku, a także w papierni w Krapkowicach i w „Otmęcie”.
W Mosznej siedzibę ma firma Usługi Dekarsko-Ciesielskie „Dachex”, zrzeszona w Cechu Rzemieślników i Przedsiębiorców w Prudniku.

## Transport

### Transport drogowy

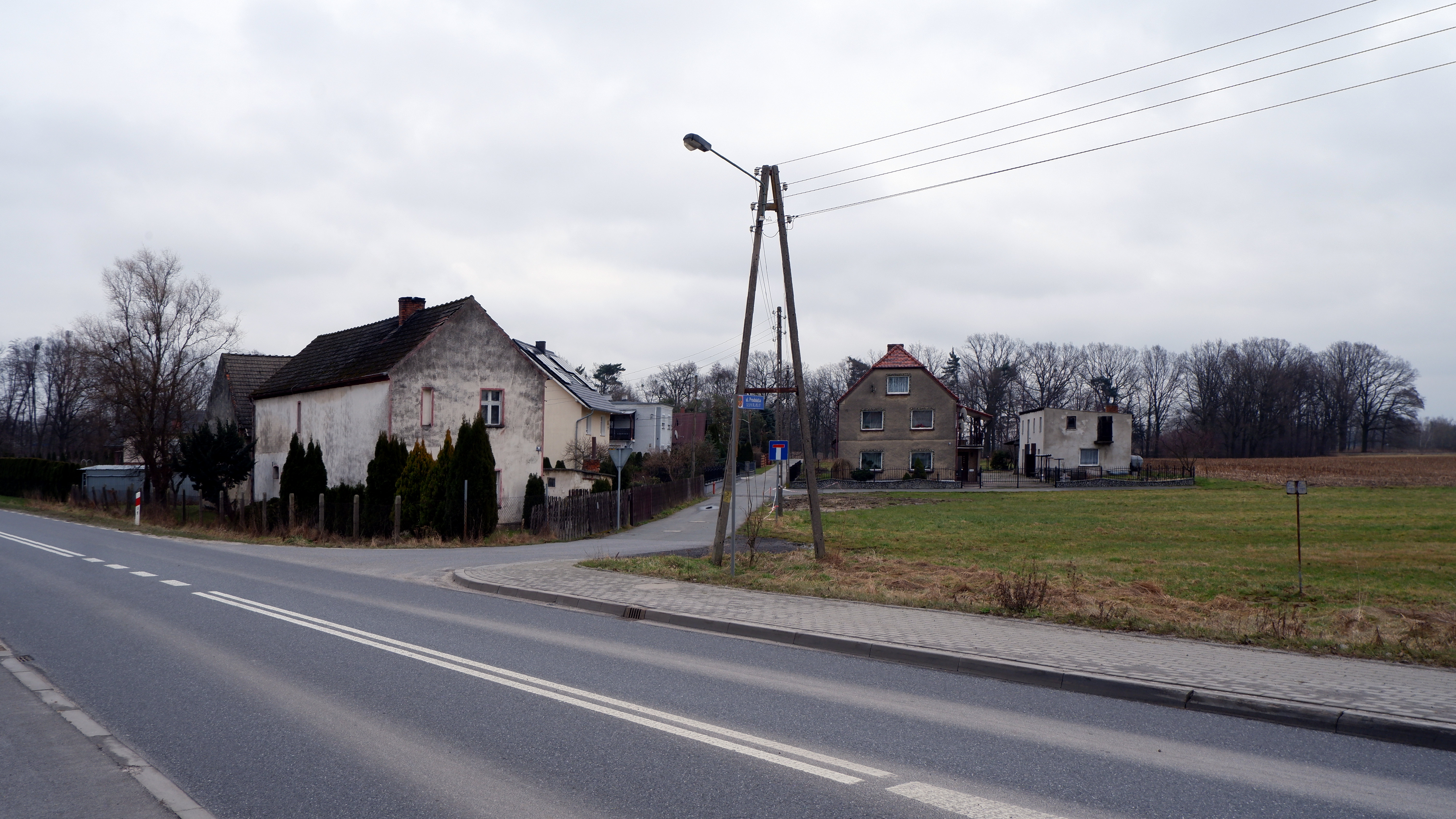
Ulica Prudnicka (DW409)

Przez Mosznę przebiega droga wojewódzka:
- 409 Dębina – Strzelce Opolskie

### Transport kolejowy

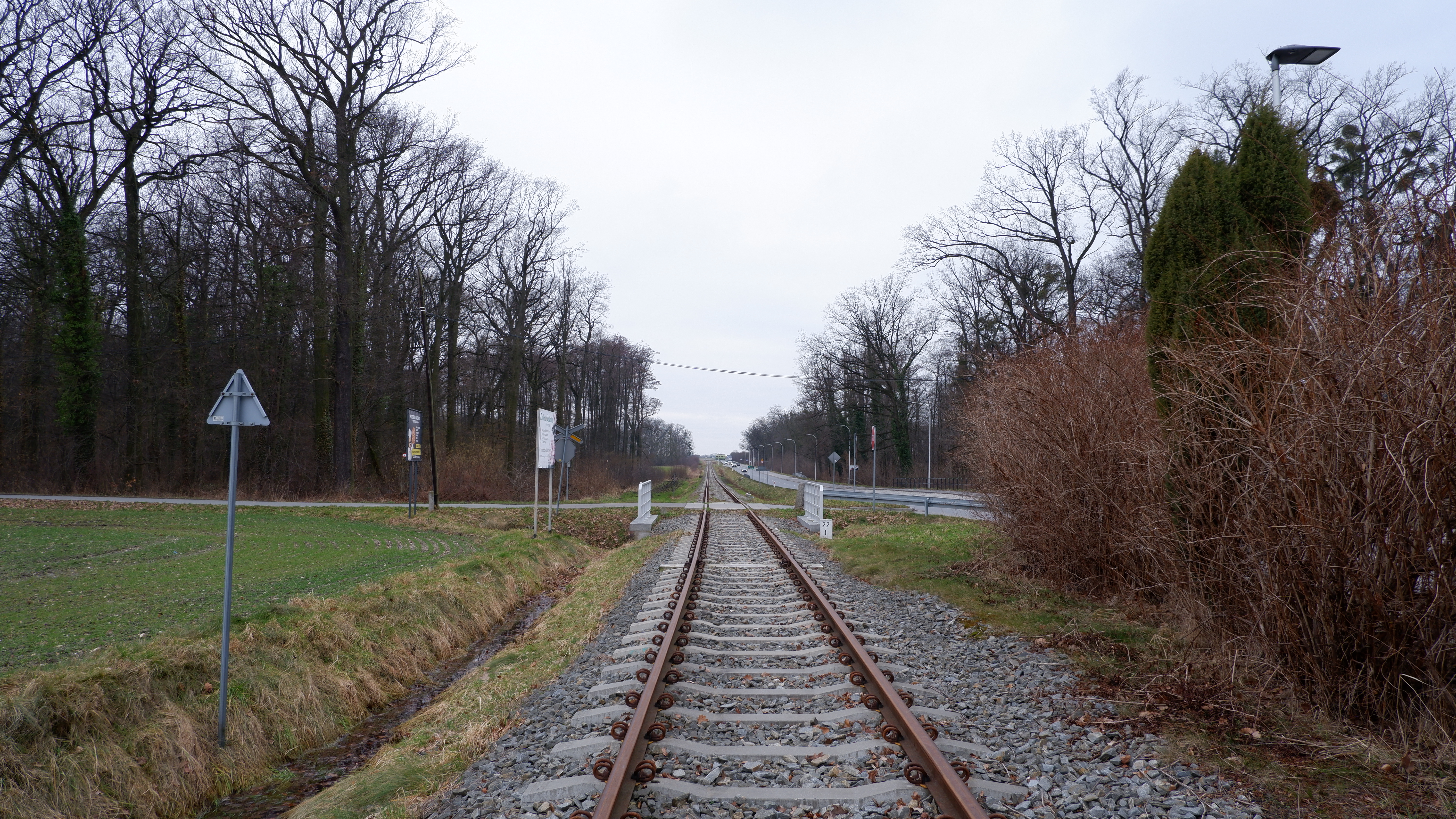
Linia kolejowa biegnąca przez Moszną, widok w kierunku Prudnika

Nieczynny przystanek kolejowy w Mosznej znajduje się przy ul. Prudnickiej. Najbliższa czynna stacja kolejowa znajduje się w Prudniku.
Lokalni przedsiębiorcy i właściciele majątków ziemskich zawiązali w 1895 spółkę Kolej Prudnicko-Gogolińska z siedzibą w Prudniku, której celem stała się budowa linii lokalnej z Prudnika do Gogolina. Linia kolejowa nr 306 relacji Prudnik – Goglin została oddana do użytku w 1896. Powódź w 1997 zniszczyła most na Odrze w Krapkowicach, uniemożliwiając dojazd do Gogolina. W 2005 ruch na linii 306 został zawieszony. Zmodernizowana do celów towarowych linia relacji Prudnik – Krapkowice została oddana do użytku w 2016. Na bocznicy między składem militarnym w lesie koło Strzeleczek a Prudnikiem odbywa się wojskowy ruch transportowy.

### Transport autobusowy

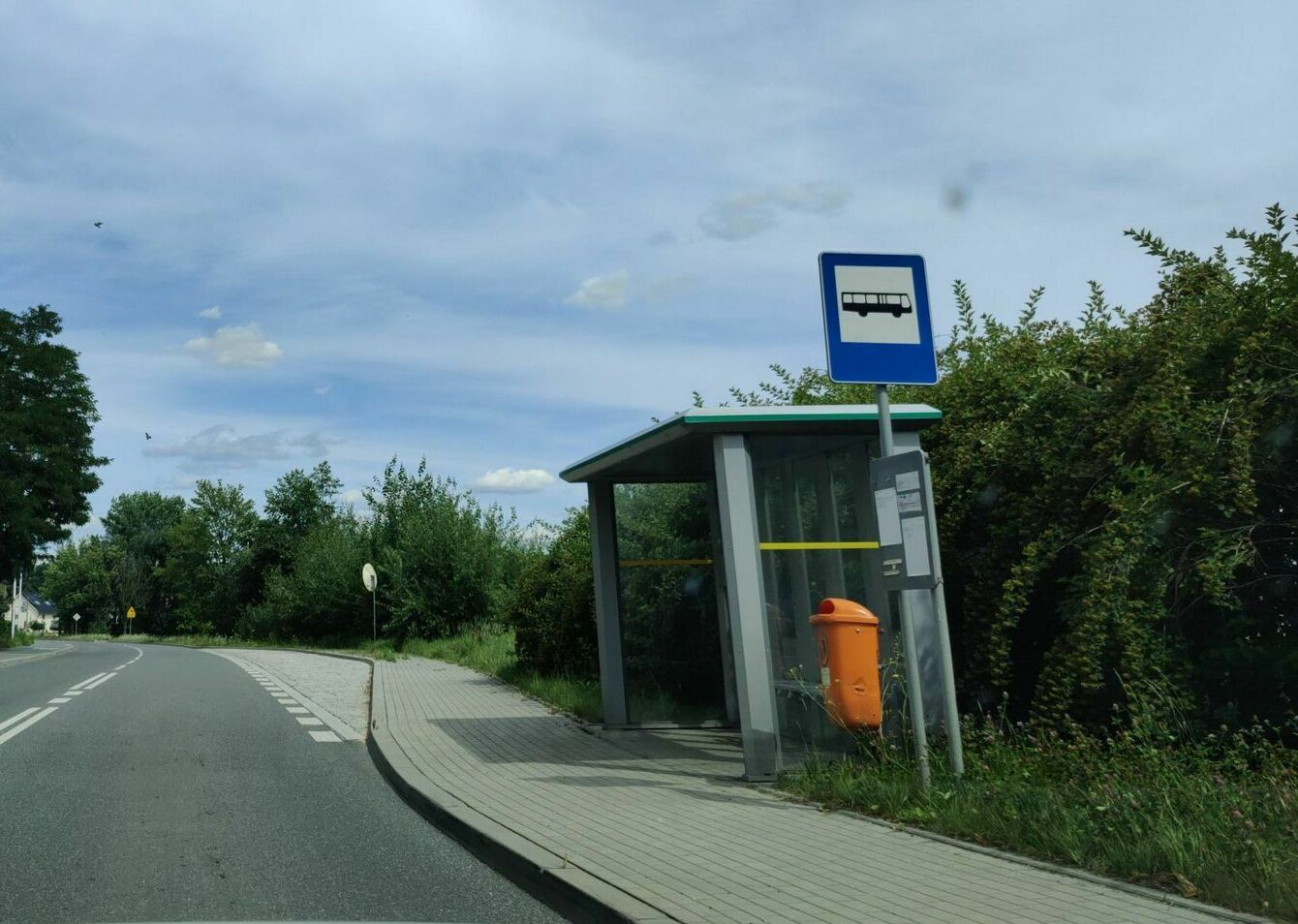
Przystanek autobusowy przy ul. Prudnickiej

Moszna posiada połączenia autobusowe z Opolem, Prudnikiem, Krapkowicami i Strzeleczkami. We wsi znajduje się jeden przystanek autobusowy.
Transport autobusowy w Mosznej obsługiwany był przez PKS Prudnik. W 2004 prudnicki PKS został sprywatyzowany z udziałem Connex Polska. W 2008, w wyniku połączenia spółek PKS Connex Prudnik i PKS Connex Kędzierzyn-Koźle, utworzona została spółka Veolia Transport Opolszczyzna, w 2013 przejęta przez Arriva Bus Transport Polska. W 2019 Arriva wycofała się z Prudnika. Wówczas organizacją przewozów pasażerskich w Mosznej i okolicy zajęły się ościenne PKS-y. W grudniu 2021 powołano Powiatowo-Gminny Związek Transportu „Pogranicze”, mający na celu poprawę jakości transportu.

### Transport rowerowy

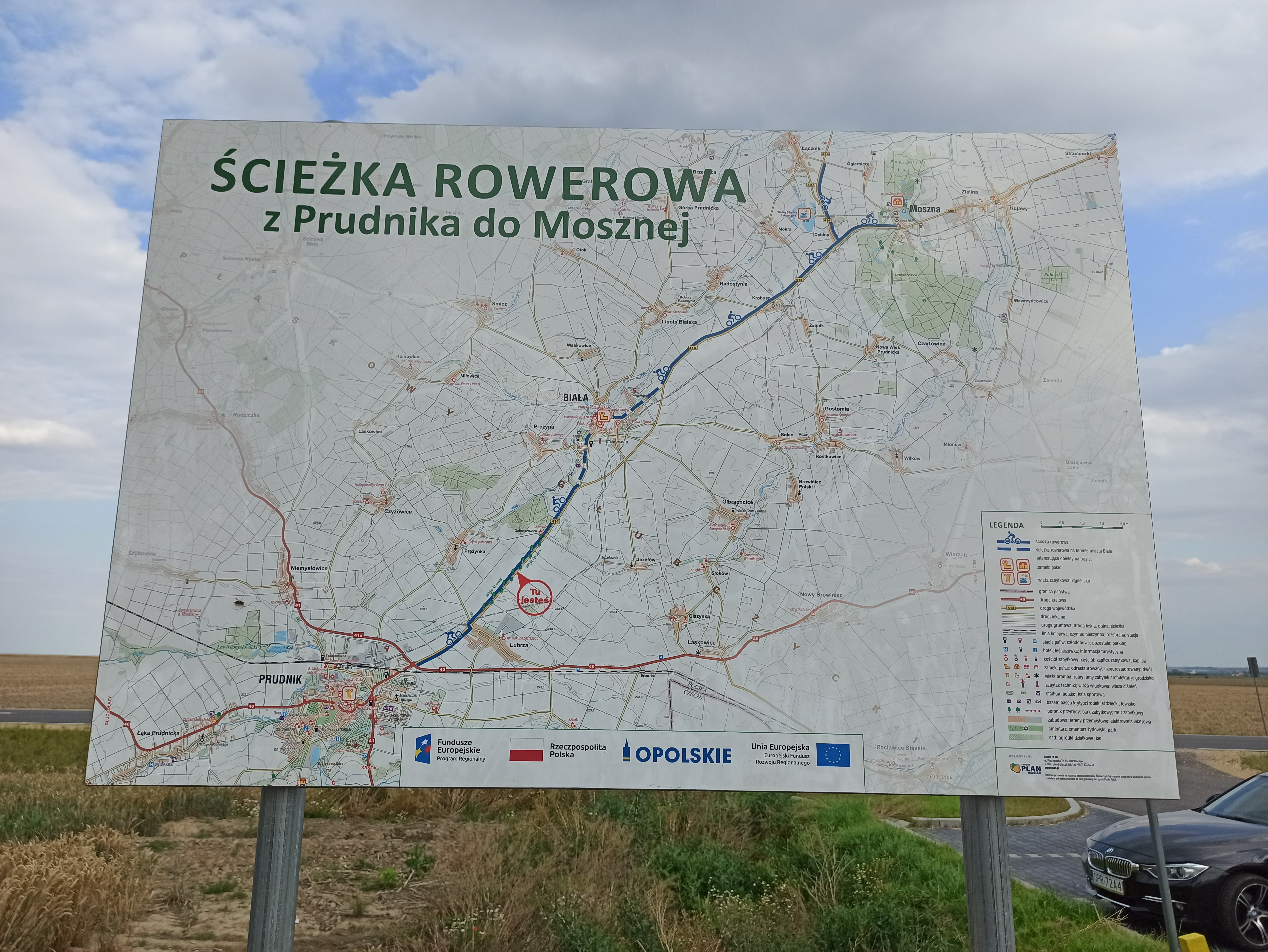
Tablica informacyjna dotycząca Ścieżki rowerowej z Prudnika do Mosznej

W 2020 ukończono budowę ścieżki rowerowej z Prudnika do Mosznej, przedłużonej w 2021 do Zieliny. Ścieżka długości ponad 20 km zaczyna się w Prudniku przy rondzie im. Stanisława Szozdy i prowadzi wzdłuż dróg wojewódzkich nr 414 i 409 przez Lubrzę, Dobroszewice, Białą, Krobusz, Dębinę i Moszną, kończąc się w Zielinie.

## Kultura
Pałac w Mosznej jest jednym z najbardziej znanych obiektów zabytkowych w województwie opolskim. W obiekcie odbywa się doroczne Święto kwitnącej azalii – w maju i czerwcu jest tu popularyzowana muzyka kompozytorów polskich i niemieckich, w czasie święta galeria prezentuje wystawy plastyczne, odbywają się tu również plenery malarskie.

## Religia

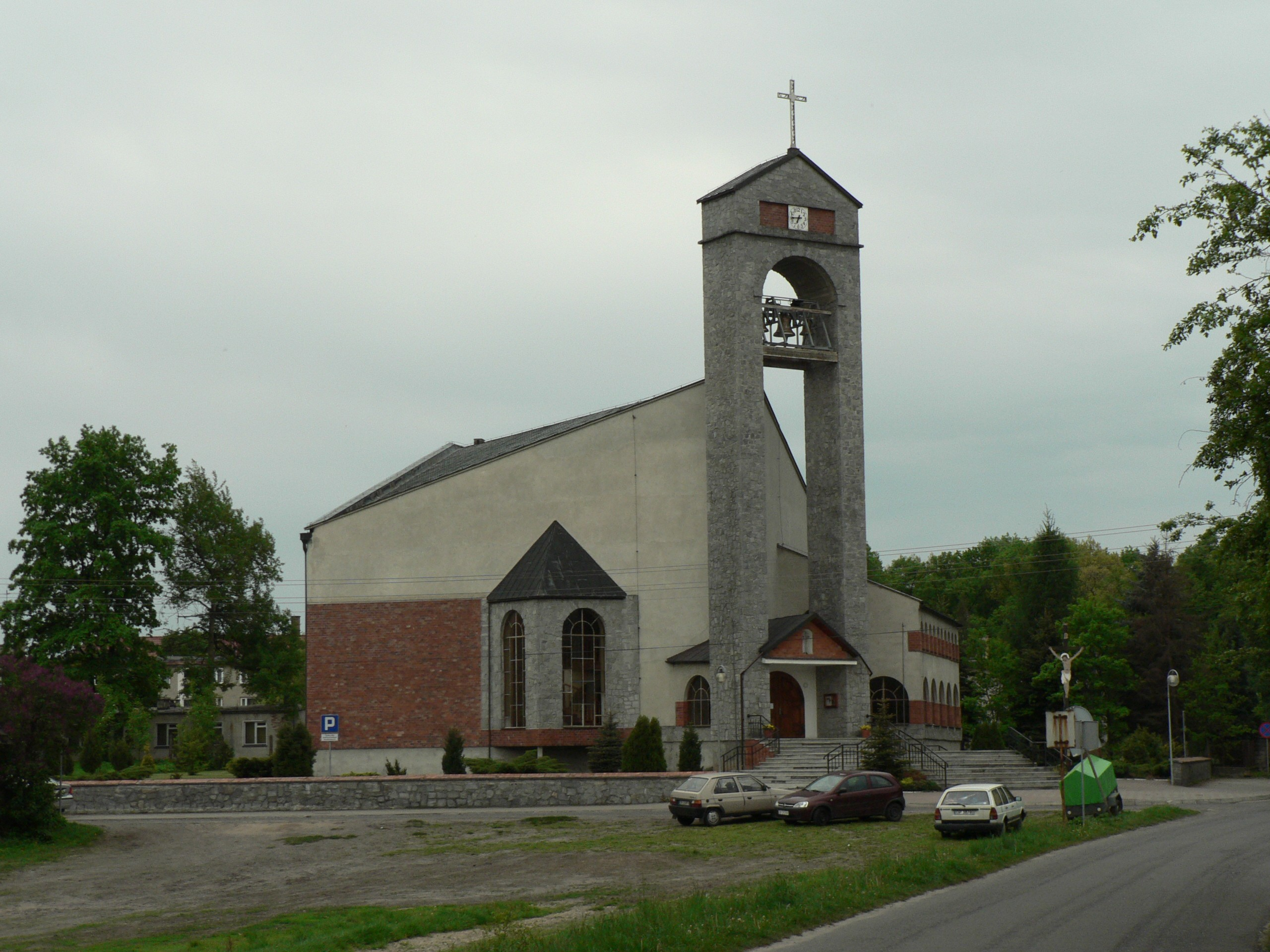
Kościół Niepokalanego Serca Maryi

W Mosznej znajduje się katolicki kościół Niepokalanego Serca Maryi, który należy do parafii Nawiedzenia Najświętszej Maryi Panny w Łączniku (dekanat Biała).

## Turystyka
Moszna jest jedną ze wsi o największych walorach turystycznych w województwie opolskim. Zespół pałacowo-parkowy w Mosznej, uważany za najokazalszą rezydencję na ziemi prudnickiej, został wymieniony w Kanonie Krajoznawczym Polski. Z pobliskiego Łącznika do Mosznej przeniesiona została Fabryka Robotów Sebastiana Kucharskiego. Prezentowane w niej są rzeźby wykonane z metalu i złomu, nawiązujące do filmów i fantastyki.
Oddział PTTK „Sudetów Wschodnich” w Prudniku ustanowił turystyczną Odznakę Krajoznawczą Ziemi Prudnickiej, którą zdobywa się poprzez zwiedzenie odpowiedniej liczby obiektów w miejscowościach położonych na ziemi prudnickiej, w tym w Mosznej. PTTK Prudnik przyznaje również Kolarską Odznakę Turystyczną w „Królestwie Pradziada” za odwiedzenie m.in. Mosznej. Przez Moszną przebiega trasa Kolarskiego Rajdu Dookoła Ziemi Bialskiej, za przejechanie którego PTTK Prudnik przyznaje odznakę.
12 lipca 2010, w ramach organizowanego w Prudniku VI Europejskiego Tygodnia Turystyki Rowerowej, w którym wzięli udział rowerzyści z całej Europy, przez Moszną prowadziła trasa „Szlakiem Pielgrzyma”.

### Szlaki rowerowe
Przez Moszną prowadzi szlak rowerowy:
- Trasa rowerowa PTTK nr 262-z: Biała – Stare Miasto – Solec – Rostkowice – Gostomia – Nowa Wieś Prudnicka – Urszulanowice – Moszna – Ogiernicze – Łącznik – Chrzelice – Rzymkowice – Pogórze – Frącki – Brzeźnica – Górka Prudnicka – Ligota Bialska – Biała

## Bezpieczeństwo
W zakresie ochrony przeciwpożarowej oraz innych miejscowych zagrożeń w Mosznej działa jednostka Ochotniczej Straży Pożarnej, zrzeszona w Związku Ochotniczych Straży Pożarnych RP w Strzeleczkach. Do 1998 bezpieczeństwo pożarowe w Mosznej było nadzorowane przez Komendę Rejonową PSP w Prudniku.
Miejscowość jest pod opieką dzielnicowego rejonu służbowego nr 8 Komendy Powiatowej Policji w Krapkowicach.
Teren wsi, jak i całej gminy Strzeleczki, położony jest w strefie nadgranicznej w związku z czym Straż Graniczna dysponuje, na tym obszarze, specjalnymi kompetencjami w zakresie bezpieczeństwa. Gminę Strzeleczki obejmuje zasięgiem służbowym placówka Straży Granicznej w Opolu ze Śląskiego Oddziału SG.

## Ludzie związani z Moszną
- Johann Eduard von Schleinitz (1798–1869) – nadprezydent prowincji Śląsk, zmarły w Mosznej
- Hubert von Tiele-Winckler (1823–1893) – szlachcic, właściciel Mosznej
- Franz Hubert von Tiele-Winckler (1857–1922) – hrabia, starosta powiatu prudnickiego, właściciel pałacu w Mosznej
- Claus-Hubert von Tiele-Winckler (1892–1938) – hrabia, właściciel pałacu w Mosznej
- Andrzej Strzelecki (1920–2002) – lekarz weterynarz, kierownik lecznicy w Mosznej
- Władysław Byszewski (1922–2019) – mistrz Polski w skokach przez przeszkody, kierownik stadniny koni w Mosznej
- Rudolf Mrugała (ur. 1954) – jeździec i trener jeździectwa, medalista mistrzostw Polski, zawodnik i trener LKS Moszna
- Marek Hołda (ur. 1956) – malarz, rysownik, instruktor jazdy konnej w Mosznej